# من، من هستم
من، من هستم (به هندی: I, Me Aur Main) فیلمی محصول سال ۲۰۱۳ و به کارگردانی کاپیل شارما است. در این فیلم بازیگرانی همچون جان آبراهام، پراچی دسای، چیترانگادا سینگ، زارینا وهاب، رایما سن، سمیر سونی ایفای نقش کرده‌اند.